# Abbas Faig Ghazzawi
Abbas Faig Ghazzawi (arabisch عباس فائق غزاوي, DMG ʿAbbās Fāʾiq Ġazzāwī; * 1. Juli 1932 in Mekka; † 31. Juli 2005) war ein saudischer Diplomat.

## Werdegang
Ghazzawi war von 9. April 1986 bis 2004 Botschafter in Deutschland. Am 27. September 2000 verlegte er seinen Botschaftssitz von Bonn nach Berlin.
Er starb am 31. Juli 2005 im Alter von 73 Jahren.

## Arabisch-Deutsche Industrie- und Handelskammer e.V.
Die am 8. Dezember 1976 beim Amtsgericht Bonn als gemeinnütziger Verein registrierte Arabisch-Deutsche Vereinigung für Handel und Industrie e. V., seit 1. August 2000 mit Sitz in Berlin, erlebte in der Amtszeit von Ghazzawi als Botschafter in Deutschland einen regen Aufschwung durch das Abstempeln von Vertragsseiten. Durch sie wurde die Zahlung von Provisionen vermittels Stempelgeld fiskalisch adressierbar.
Zeichnungsberechtigt für den gemeinnützigen Verein ist ein Geschäftsführer mit dem Titel Generalsekretär. Für den Vorsitz dieser Einrichtung konnten Josef Ertl und später Günter Rexrodt gewonnen werden.

## Wirtschaftlicher Austausch
Der rege Handel zwischen den beiden erdölbasierten Gesellschaften führte zu einer wechselseitigen Akkulturation. Die Bundesrepublik Deutschland lieferte Wehrtechnik und Beratung im Bereich des Sicherheitsmanagements, beispielsweise stand Ulrich Wegener von Juni 1988 bis 1991 im Dienst des Königreichs.
Die saudische Autokratie finanzierte vermittels der Deutsch-Arabischen Gesellschaft Publikationen aus dem Bereich der Politischen Willensbildung in der Bundesrepublik Deutschland.